# Chassey-lès-Montbozon
Chassey-lès-Montbozon là một xã thuộc tỉnh Haute-Saône trong vùng Bourgogne-Franche-Comté phía đông nước Pháp.